# Nova Zagora (huyện)
Nova Zagora là một huyện thuộc tỉnh Sliven, Bungaria. Dân số thời điểm năm 2001 là 45754 người.